# Cadence Design Systems
Pour les articles homonymes, voir Cadence.
Cadence Design Systems est une entreprise américaine d'informatique, qui fait partie de l'indice NASDAQ-100.

## Historique
Cadence Design Systems est fondée en 1988 par la fusion des sociétés SDA Systems et ECAD.[réf. nécessaire]
ECAD est créée en 1982 par un groupe d'ingénieurs spécialisés en conception assistée par ordinateur pour l'électronique. Elle conçoit et commercialise le logiciel Dracula, un logiciel de référence dans ce domaine à l'époque de sa création.
Cadence est en 2019 un des leaders du marché des logiciels de CAO électronique avec Synopsys et Mentor Graphics.

## Produits
Cadence Design Systems propose une gamme d'outils destinés à la conception, la vérification et l'analyse de systèmes électroniques, notamment des circuits intégrés (CI), des cartes de circuits imprimés (PCB) et des assemblages électroniques complets. Ses produits répondent aux besoins de secteurs tels que les semi-conducteurs, l'automobile, l'aérospatiale, les télécommunications et l'électronique grand public.
L'entreprise fournit des outils pour la conception de circuits intégrés, à la fois personnalisés et numériques. Ces outils permettent la capture de schémas, la mise en page et l'implémentation physique, en veillant à ce que les conceptions respectent les spécifications en termes de performance, de puissance et d'espace. Pour la conception de PCB, Cadence propose des plateformes dédiées à la mise en page des cartes, à l'intégrité du signal, à la distribution d'énergie et à la gestion thermique « Accélérer la conception dans les semi-conducteurs, les centres de données et les sciences », Cadence Community (consulté le 8 décembre 2024).
Cadence soutient l'ensemble du processus de conception électronique, permettant de développer  des systèmes électroniques avancés « Accélérer la conception dans les semi-conducteurs, les centres de données et les sciences », Cadence Community (consulté le 8 décembre 2024).

## Historique des acquisitions
| Année annon- cée | Entreprise                                                          | Secteur d'activité | Valeur (USD)    | Réfé- rences      |
| ---------------- | ------------------------------------------------------------------- | --- | --------------- | ----------------- |
| 1989             | Gateway Design Automation                                           | Logiciel de simulation | 72 millions $   | [ 3 ]             |
| 1990             | Automated Systems, Inc.                                             | Automatisation de la conception de PCB                                                                                      | 23 millions $   | [ 4 ]             |
| 1991             | Valid Logic Systems                                                 | Conception au niveau des portes logiques                                                                                    | 198 millions $  | ,                 |
| 1993             | Comdisco Systems                                                    | Traitement du signal numérique et conception des communications                                                             | 13 millions $   | [ 7 ]             |
| 1996             | High Level Design Systems Inc.                                      | Technologie avancée pour la conception de circuits intégrés                                                                 | 94 millions $   | [ 8 ]             |
| 1997             | Cooper & Chyan Technology UniCAD                                    | Placement et routage (Specctra AutoRouter) et UniCAD (conception de PCB)                                                    | 422 millions $  | ,                 |
| 1998             | Ambit Design Systems                                                | Technologie System-on-a-chip                                                                                                | 260 millions $  | [ 12 ]            |
| 1998             | Bell Labs Design Automation                                         | Logiciel de simulation et de vérification                                                                                   | 45 millions $   | [ 13 ]            |
| 1998             | Quickturn Design Systems                                            | Matériel d’émulation | 253 millions $  | [ 14 ]            |
| 1999             | OrCAD Systems                                                       | Conception de PCB et FPGA                                                                                                   | 121 millions $  | [ 15 ]            |
| 2002             | IBM's outils et équipe de conception pour test (Design for testing) | non divulgué | [ 16 ]          |                   |
| 2003             | Celestry Design                                                     | Modélisation dense, simulation de circuits complets                                                                         | non divulgué    | [ 17 ]            |
| 2003             | Verplex                                                             | Vérification formelle, vérificateurs d'équivalence                                                                          | non divulgué    | [ 18 ]            |
| 2004             | Neolinear                                                           | Conception analogique et mixte, dimensionnement de circuits                                                                 | non divulgué    | [ 19 ]            |
| 2005             | Verisity                                                            | Automatisation de la vérification, accélération matérielle                                                                  | 315 millions $  | [ 20 ]            |
| 2006             | Praesagus                                                           | Prédiction des variations de fabrication                                                                                    | 26 millions $   | [ 21 ]            |
| 2007             | Invarium                                                            | Modélisation lithographique et synthèse de motifs                                                                           | non divulgué    | [ 22 ]            |
| 2007             | Clear Shape                                                         | Design for Manufacturing | non divulgué    | ,                 |
| 2008             | Chip Estimate                                                       | Portail IP, gestion de la réutilisation d'IP                                                                                | non divulgué    | [ 25 ]            |
| 2010             | Denali Software                                                     | Modèles de mémoire, IP de conception, IP de vérification                                                                    | 315 millions $  | [ 26 ]            |
| 2011             | Altos Design Automation                                             | Caractérisation d'IP de base, comme la mémoire et les bibliothèques de cellules standard                                    | non divulgué    | [ 27 ]            |
| 2011             | Azuro                                                               | Optimisation simultanée des horloges                                                                                        | non divulgué    | [ 28 ]            |
| 2012             | Sigrity                                                             | Analyse de l'intégrité du signal, de la puissance et thermique ; conception de boîtiers CI                                  | 80 millions $   | [ 29 ]            |
| 2013             | Tensilica                                                           | IP de traitement de données                                                                                                 | 380 millions $  | [ 30 ]            |
| 2013             | Evatronix                                                           | IP semi-conducteurs : USB, MIPI, interfaces d’affichage et de stockage                                                      | non divulgué    | [ 31 ]            |
| 2014             | Forte Design Systems                                                | Synthèse de haut niveau | non divulgué    | ,                 |
| 2014             | Jasper Design Automation                                            | Analyse et vérification formelles                                                                                           | 170 millions $  | ,                 |
| 2016             | Rocketick Technologies                                              | Simulateur parallèle multi-cœurs                                                                                            | non divulgué    | [ 36 ]            |
| 2017             | Nusemi                                                              | IP de communications haute vitesse (SerDes)                                                                                 | 182 millions $  | [ 37 ]            |
| 2019             | AWR Corporation                                                     | Logiciel de conception pour applications radiofréquences sans fil                                                           | 160 millions $  | [ 38 ]            |
| 2020             | Integrand Software                                                  | Technologie de solver basée sur la méthode des éléments de frontière pour l’analyse et l’extraction dans les systèmes IC 3D | non divulgué    | ,                 |
| 2020             | InspectAR Augmented Interfaces                                      | Cartographie des schémas de circuits électroniques en temps réel à l’aide de la réalité augmentée                           | non divulgué    | ,                 |
| 2021             | NUMECA                                                              | CFD, génération de maillages, simulation multi-physique et optimisation                                                     | non divulgué    | [réf. nécessaire] |
| 2021             | Pointwise                                                           | Génération de maillages CFD                                                                                                 | non divulgué    | [réf. nécessaire] |
| 2022             | Future Facilities                                                   | Solutions CFD pour le refroidissement électronique et l'optimisation des performances énergétiques                          | non divulgué    | [ 43 ]            |
| 2022             | OpenEye Scientific                                                  | Modélisation moléculaire et simulation pour la découverte de médicaments                                                    | 500 millions $  | [ 44 ]            |
| 2023             | Pulsic                                                              | Planification de l’implantation, placement et routage pour les CI personnalisés                                             | 59,9 millions $ | [ 45 ]            |
| 2023             | Rambus                                                              | IP PHY pour SerDes et interfaces mémoire                                                                                    | non divulgué    | [ 46 ]            |
| 2023             | Intrinsix Corporation                                               | Prestataire de services de conception de semi-conducteurs                                                                   | non divulgué    |                   |
| 2024             | Invecas Inc.                                                        | Solutions en ingénierie de conception, logiciels embarqués et systèmes au niveau global                                     | non divulgué    |                   |
| 2024             | BETA CAE                                                            | Logiciels de simulation et d’analyse                                                                                        | 1,24 milliard $ | [ 47 ]            |